# Ens
Un ens al sentit filosòfic és tot allò que la seva existència és reconegut per algun sistema d'ontologia. És el participi present artificial del verb llatí esse (ésser), creat pels teòlegs escolastics.
Un ens pot per tant ser concret, abstracte, particular o universal. És a dir, els ens no són només objectes quotidians com cadires o persones, sinó també propietats, relacions, esdeveniments, nombres, conjunts, proposicions, mons possibles, creences, pensaments, etc.
En l'analogia de l'ens Tomàs d'Aquino utilitza el concepte en els seus axiomes llatines famoses: «Ens et bonum convertuntur» (El que existeix i el bó poden convertir-se) amb les implicacions escolàstiques «Ens et verum convertuntur» (el ver), «Ens et pulchrum convertuntur» (el bell) i la conclusió «Ens et Deus convertuntur». El mal seria, segons aquesta teoria, l'absència del bó i doncs l'absència de Déus.
- Al sentit jurídic o al llenguatge quotidià ens és un sinònim per a entitat o institució.

| « | Cal aprendre a viure intel·lectualment i moralment sense una imatge o «concepció» rodona i completa del «món» o de l'«ésser» o de l'«Ésser» | » |